# Michel Pablo
Michel Pablo, född Michalis N. Raptis 24 augusti 1911 i Alexandria, död 17 februari 1996 i Aten, var en grekisk kommunist och trotskist.

## Biografi
År 1928 gick Pablo med i den trotskistiska rörelsen archeiomarxism (Αρχειομαρξισμός), vilken ingick i vänsteroppositionen mot Stalin. Efter andra världskriget blev Pablo en av de tongivande medlemmarna i Fjärde internationalen. Tillsammans med Ernest Mandel ansåg han att de länder i öst som kontrollerades av Sovjetunionen blivit så kallade deformerade arbetarstater; detta innebar att kapitalistklassen i dessa länder hade störtats, näringslivet hade förstatligats, men att det saknades en tydlig demokrati och att arbetarna inte hade någon kontroll över industrin.
I början av 1950-talet förespråkade Pablo entrism för att inte helt och hållet mista kontakten med arbetarna. Detta ledde till splittring och flera fraktioner bildades, bland annat Internationella kommittén för den fjärde internationalen.
Pablo engagerade sig i Algerietrevolten och greps i Amsterdam 1960. På initiativ av Jean-Paul Sartre bildades en kampanj för att få Pablo fri. Efter det att Algeriet blivit självständigt 1962 utsågs Pablo till ekonomisk rådgivare i Ahmed Ben Bellas regering. 
Efter ytterligare stridigheter inom Fjärde internationalen uteslöts Pablo. Han och hans anhängare bildade då Internationella revolutionära marxisttendensen. År 1974 föll den grekiska militärjuntan och Pablo återvände då till Grekland. Han blev medlem i PASOK och särskild rådgivare åt Andreas Papandreou.